# فلوریان کربس (بازیکن فوتبال، زاده ۱۹۸۸)
فلوریان کربس (انگلیسی: Florian Krebs؛ زادهٔ ۱۵ نوامبر ۱۹۸۸) بازیکن فوتبال اهل آلمان است.
از باشگاه‌هایی که در آن بازی کرده‌است می‌توان به باشگاه فوتبال اولم ۱۸۴۶، باشگاه فوتبال هالشر، باشگاه فوتبال اسنابروک، و باشگاه فوتبال هایدنهایم اشاره کرد.